# 二氯磷酸
二氯磷酸是一种无机化合物，化学式为HOPOCl2，可由焦磷酰氯在低温时的水解制得。它在水中或空气中水解，放出HCl；加热至100 °C生成焦磷酰氯和偏磷酰氯三聚体。它和四氯化硅在苯中反应，可以得到硅配合物二聚体[Si(Cl2PO(OH))(Cl2PO2)3(μ-Cl2PO2)]2。它和五甲基锑反应，可以得到二氯磷酸四甲基锑。